# Мій батько і мій син
Мій батько і мій син (тур. Babam ve Oğlum) — фільм-драма турецького режисера Чагана Ірмака, знятий 2005 року, один з найбільш касових фільмів в історії турецького кінематографа. На 1 березня 2024 року фільм займав 237-му позицію у списку 250 кращих фільмів за версією IMDb

## Сюжет
Молодий Садик (Фікрет Кушкан) покидає рідне село на узбережжі Егейського моря, щоб вивчати журналістику у Стамбульському університеті. Його батько Хюсейн (Четін Текіндор) незадоволений вибором сина і хоче, щоб він вчився на агротехніка, щоб згодом керувати сімейною фермою. В університеті Садик вступає в ліве екстремістське угруповання; дізнавшись про це, Хюсейн відрікається від нього.
Рано вранці 12 вересня 1980 року у вагітної дружини Садика починаються перейми. В пошуках людей, які могли б допомогти їй дійти до лікарні, вони виходять на вулицю, але нікого не зустрічають — через військовий переворот в місті оголошено комендантську годину. В міському парку дружина Садика народжує сина і незабаром помирає. Дитина отримує ім'я Деніз — можливо, на честь кумира турецької лівої молоді Деніза Гезміша.
Військові заарештовують Садика через його політичну діяльність. На допиті його катують і незабаром засуджують до трьох років позбавлення волі. Після виходу на волю він дізнається, що скоро помре — за роки, проведені у в'язниці, його здоров'я сильно підірвано. Дізнавшись про швидку смерть, він разом з сином повертається до ферми матері й батька — останній відмовляється розмовляти з ним і після повернення. Для Деніза, хлопчика, зануреного в чарівний світ коміксів, переїзд на ферму повністю міняє всю картину світу. Він знайомиться зі своєю бабусею (Хюмейра Акбай), трактористкою і радіоаматоркою-короткохвильовичкою, з тіткою Ханіфе (Бінур Кайя), руки якої від зап'ясть до плечей покриті браслетами, і дещо наївним дядьком Салімом (Йеткін Дікінджилер).
Садику і Хюсейну вдається помиритися. Також Садик зустрічається зі своїми старими друзями та першою любов'ю, що одружена з іншим і має двох дітей. У фіналі фільму хвороба бере своє і Садик вмирає; Хюсейн і його дружина беруть Деніза під свою опіку.

## В ролях
- Фікрет Кушкан[en] — Садик;
- Четін Текіндор — Хюсейн;
- Хюмейра Акбай[en] — дружина Хюсейна;
- Йеткін Дікінджилер[ru] — Салім;
- Бінур Кайя[en] — Ханіфе;
- Шеріф Сезер[en];
- Йозґе Йозберк[en];
- Еґе Танман[tr];
- Ердал Тосун[tr];
- Нерґіс Чоракчі[tr];
- Махмут Ґйоркйоз[tr];
- Халіт Ергенч;
- Мехмет Канбеґ;
- Туба Бюйюкюстюн — Айсун.

## Нагороди
- Міжнародний стамбульський кінофестиваль — 2006:
  - Найкращий фільм;
  - Найкращий актор (Фікрет Кушкан[en]);
  - Найкраща жіноча роль (Шеріф Сезер[en]).
- 38-а Премія Асоціації кінокритиків Туреччини[tr] — 2005:
  - Найкращий фільм;
  - Найкращий режисер (Чаган Ирмак[en]);
  - Найкращий сценарій (Чаган Ирмак[en]);
  - Найкраща акторка (Хюмейра Акбай[en]);
  - Найкращий актор (Четін Текіндор);
  - Найкраща акторка другого плану (Шеріф Сезер[en]).
- World Soundtrack Awards 2006[en]:
  - Відкриття року (Евантія Ребутсіка[tr]).